# ستانلي كليمنتس
ستانلي كليمنتس (بالإنجليزية: Stanley Clements)‏ مواليد 16 يوليو 1926 في لونغ آيلند، الولايات المتحدة - الوفاة 16 أكتوبر 1981 في باسادينا، الولايات المتحدة، هو ممثل وكوميدي أمريكي بدأ مسيرته الفنية سنة 1941. امتدت مسيرته الفنية لأكثر من 37 عاما.

## الأعمال
- كلما زاد العدد زاد المرح
- ذاهب في طريقي
- إنه عالم مجنون مجنون مجنون مجنون

## روابط خارجية
- ستانلي كليمنتس على موقع IMDb (الإنجليزية)
- ستانلي كليمنتس على موقع قاعدة بيانات الفيلم (الإنجليزية)